# Velda Village Hills
Velda Village Hills és una població dels Estats Units a l'estat de Missouri. Segons el cens del 2000 tenia 1.090 habitants.

## Demografia
Segons el cens del 2000, Velda Village Hills tenia 1.090 habitants, 428 habitatges, i 314 famílies. La densitat de població era de 3.507,1 habitants per km².
Dels 428 habitatges en un 23,4% hi vivien nens de menys de 18 anys, en un 36% hi vivien parelles casades, en un 31,3% dones solteres, i en un 26,6% no eren unitats familiars. En el 23,4% dels habitatges hi vivien persones soles el 7,7% de les quals corresponia a persones de 65 anys o més que vivien soles. El nombre mitjà de persones vivint en cada habitatge era de 2,55 i el nombre mitjà de persones que vivien en cada família era de 2,99.
Per edats la població es repartia de la següent manera: un 23,9% tenia menys de 18 anys, un 7,4% entre 18 i 24, un 23% entre 25 i 44, un 30,9% de 45 a 60 i un 14,7% 65 anys o més.
L'edat mediana era de 42 anys. Per cada 100 dones de 18 o més anys hi havia 77,1 homes.
La renda mediana per habitatge era de 38.173 $ i la renda mediana per família de 40.357 $. Els homes tenien una renda mediana de 30.074 $ mentre que les dones 23.355 $. La renda per capita de la població era de 18.649 $. Entorn del 8,6% de les famílies i el 8,8% de la població estaven per davall del llindar de pobresa.

## Poblacions més properes
El següent diagrama mostra les poblacions més properes.